# Ursula Kuhn
Ursula Kuhn (auch: Ursula Kuhn-Jakubczyk, * 24. April 1925 als Ursula Jakubczyk in Elbing; † 28. November 1999) war eine deutsche Schriftstellerin.

## Leben
Ursula Kuhn lebte Anfang der Sechzigerjahre als Dolmetscherin in Rastatt. In den Fünfziger- und Sechzigerjahren veröffentlichte sie eine Reihe von Kinderbüchern.

## Werke
- Ende gut, alles gut. Stuttgart 1953
- Ferien bei Onkel Tobias. Stuttgart 1954
- Rettet Rosinas Bude! Stuttgart 1955
- Tim mit dem Marienkäfer. Hannover 1956
- Tim zieht ins neue Haus. Hannover 1961
- Der Schloßbrand. Hannover 1965